# 马尔库·乌西帕瓦尔涅米
马尔库·乌西帕瓦尔涅米（芬蘭語：Markku Uusipaavalniemi，1966年11月23日—），芬兰男子冰壶运动员。他曾代表芬兰参加2002年和2006年冬季奥林匹克运动会冰壶比赛，获得一枚银牌。